# ボゾルグ・アラヴィー

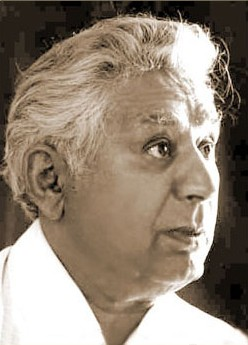

ボゾルグ・アラヴィー（ペルシア語:بزرگ علوی、英語:Bozorg Alavi、1904年2月2日 - 1997年2月18日）は、イランテヘラン出身の小説家、政治活動家。
イラン共産党創立者の一人で、フンボルト大学ベルリンの教授を務めた。

## 生涯
1904年2月2日、イランのテヘランに商人の父、アボル・ハサン・アラヴィー（Abol Hassan Alavi）の元に6人兄弟のうち3番目の子として生まれる。
1922年に兄のモルテザ（Mortezā）と共にドイツのベルリンに留学し、1927年にイランへ帰国した。
1934年、短編集『トランク（Chamedan）』を著す。その後はマルクス主義を唱え、左翼活動を行ったため1937年にアラヴィーを含む53人の同志（en:The Fifty-Three）と共に4年後の1941年まで投獄された。なお、アラヴィーは投獄中の1941年に『牢獄のちり紙（Varaq Pareh'ha-ye Zendan）』を著した。
釈放後はイラン共産党の結成に協力。また1942年に投獄中の記録『53人（Panjah-o Seh Nafar）』を著す。
第二次世界大戦後は東ドイツに渡り、フンボルト大学ベルリンで文学の教授を務めた。
1952年、長編小説『彼女の眼（Chashmhayash』を著し、翌年の1953年には短編集『Nameh' ha va Dastan'ha-ye diga』を著した。
パフラヴィー朝時代はアラヴィーのほとんどの作品は発売禁止であったが、イラン革命が勃発し1979年に解禁された。
1997年2月18日にドイツのベルリンで亡くなる。